# Cserőháti Kovács István
Cserőháti Kovács István (Poroszló, 1950. március 30. – Budapest, 2016. december 9.) magyar festőművész.

## Élete
1950. március 30-án született Poroszlón (Heves megye). 1968-ban tett érettségit a Debreceni Református Kollégium Gimnáziumában. Középiskolai évei alatt tagja volt a Bíró Lajos és Félegyházi László festőművészek vezette debreceni képzőművészeti szakkörnek. Részt vett a tiszacsegei képzőművészeti tábor munkájában. 
1970-ben a budapesti Ságvári Endre Nyomdaipari Szakmunkásképző Intézetben nyomdász-kéziszedő szakmai képesítést szerzett. Ez idő tájt vezette a Gutenberg Nyomdász Klubot. Tagja volt a nyomdász (vezető: Xantus Gyula festőművész) és a vasas (vezető: Szlávik Lajos festőművész) szakszervezetek képzőművészeti szakköreinek. Részt vett a budapesti képzőművészeti szakkörök gyűjteményes kiállításán (1970).
1971-től a karcagi Ifjúsági Ház vezetője volt. 
Sorkatonai szolgálatot teljesített a BM Ady-ligeti határőrezredben. Vezette a Balassi Bálint klubot és rajzkört az ezred hírszázadánál. Műsoros esteket szervezett a laktanyában.
1976-ban megházasodott, feleségül vette Viski Ágnest. A házasságból két gyermek született: Zoltán (1976), Eszter (1978). 2001-ben elváltak.
1977-ben népművelő-könyvtár szakos diplomát szerzett a Debreceni Tanítóképző Intézetben.
1977-1981 között a zánkai, 1981-től 1985-ig a pilisvörösvári művelődési ház igazgatója volt.
1985-től 1990-ig a fővárosi Építőipari Szolgáltató Vállalat (ÉSZV, majd ERAVIS) népművelő munkakörét töltötte be. Tagja volt az újpalotai művészkörnek, látogatója a szántódpusztai alkotótábornak. Kiállítása nyílt Budapesten, Érden, Ady-ligeten, a debreceni és sárospataki református kollégiumokban, Tiszafüreden, Karcagon és Pilisvörösváron.
1991–2010-ig nevelőtanár volt Budapesten, Érden, majd ismét Budapesten. Képzőművészeti szakkört vezetett, alkotótábort szervezett gyermekeknek. Kiállításai voltak Badacsonytomajon, Budapesten, Pilisvörösváron, Debrecenben, Poroszlón és Dorogon.
2007-ben megismerkedett Nagy Gy. Tündével és hozzáköltözött Budapestre.
2009-ben retrospektív életmű-kiállítása nyílt a Magyarok Házában (Csontváry terem).
2010. március 30-tól nyugdíjba vonult. Kiállításai voltak a fővárosban, Kiskőrösön, Miskolcon, Putnokon, Hatvanban.
2016. december 9-én súlyos, gyógyíthatatlan betegségben hunyt el.

## Kiállításai
- 1967 Debrecen, Ady Endre Művelődési Ház, kollektív.
- 1969 Tetétlen, Művelődési Ház, kollektív.
- 1970 Budapest, Művész körök gyűjteményes kiállítása.
- 1975 Karcag, Művelődési Központ, kollektív.
- 1975 Túrkeve, Művelődési Központ. - Nívódíj.
- 1976 Budapest, I. Alkotó Ifjúság Pályázat. - Nívódíj.
- 1980 Veszprém, Alkotó Ifjúság pályázat.
- 1982 Érd, Művelődési Központ, kollektív.
- 1986 Budapest, Újpalota, Lila Galéria. Tájak és emberek c. pályázat. III. díj. Megnyitotta: Pogány Ö. Gábor művészettörténész.
- 1987 Budapest, ERAVIS Hotel, egyéni. Megnyitotta: Dr. Hann Ferenc művészettörténész.
- 1987 Budapest, Újpalota, Lila Galéria, kollektív. Megnyitotta: Bóta Piroska múzeum igazgatónő.
- 1987 Budaörs, Művelődési Központ, egyéni. Megnyitotta: Pogány Ö. Gábor dr. művészettörténész.
- 1988 Budapest, Újpalota, Lila Galéria. Tavaszi tárlat. Megnyitotta: Sípos Endre.
- 1988 Budapest, Határőrezred (Ady-liget), egyéni. Megnyitotta: Cukor György költő.
- 1988 Szentendre, Művelődési Központ, egyéni. Megnyitotta: Molnár Bertalan.
- 1988 Érd, Művelődési Központ, egyéni. Megnyitotta: Csurka István író.
- 1988 Budapest, Villányi úti Oktatási Központ. Jótékonysági tárlat. Megnyitotta: Vitray Tamás.
- 1988 Tök, Művelődési Ház, egyéni. Megnyitotta: Cukor György költő.
- 1988 Sárospatak, Református Főiskola Repozitóriuma. Megnyitotta: É. Kovács László festőművész.
- 1988 Debrecen, Református Kollégium. Jubileumi tárlat, kollektív. Megnyitotta: Kiss László igazgató.
- 1988 Budapest, Újpalota, Lila Galéria, kollektív. Megnyitotta: Dr. Zsigmond Attila.
- 1989 Poroszló, Művelődési Ház, kollektív. Megnyitotta: Vass Lajos zeneszerző-karnagy.
- 1989 Tiszafüred, Kiss Pál Múzeum, egyéni. Megnyitotta: Cukor György költő.
- 1989 Karcag, Déryné Művelődési Központ, egyéni. Megnyitotta: Körmendi Lajos író.
- 1989 Pilisvörösvár, Városi Könyvtár, egyéni. Megnyitotta: Dr. Baranyai Miklós főorvos.
- 1989 Budapest, Újpalota, Lila Galéria, kollektív. Megnyitotta: Sípos Endre.
- 1989 Budapest, Széchenyi Casinó, egyéni. Megnyitotta: Banner Zoltán művészettörténész.
- 1989 Budapest, ERAVIS Hotel, egyéni. Megnyitotta: Cukor György költő.
- 1989 Budapest, Újpalota, Lila Galéria, kollektív. Megnyitotta: Tóth Lajos művelődési ház igazgató.
- 1990 Budapest, Sansz Art Alapítvány, kollektív. Megnyitotta: Dr. Demszky Gábor főpolgármester.
- 1991 Túrkeve, Művelődési Ház, egyéni. Megnyitotta: Finta Sándor szobrászművész.
- 1991 Budapest, Virányosi Művelődési Ház, egyéni. Megnyitotta: Hajdú Demeter Dénes.
- 1991 Pilisvörösvár, Művelődési Ház, egyéni. Megnyitotta: Cukor György költő.
- 1991 Budapest, „Hermina” Galéria, egyéni. Megnyitotta: Agócs Attila szobrászművész.
- 2000 Pilisvörösvár, „Varázskő” Galéria, egyéni. Megnyitotta: G. Nagyné, Maczó Ágnes polgármester.
- 2000 Százhalombatta, „Hamvas Béla” Könyvtár, egyéni. Megnyitotta: Turcsány Péter író.
- 2000 Poroszló, Rendezvények Háza, egyéni. Megnyitotta: Vass Lajosné, dr. Kaposi Edit tánctörténész.
- 2002 Badacsonytomaj, „Egry József” Művelődési Központ, egyéni.
- 2002 Budapest, Magyarok Háza, Széchenyi Casinó, egyéni. Megnyitotta: Dr. Feledy Balázs művészettörténész.
- 2002 Pilisvörösvár, Művelődési ház, kollektív. Megnyitotta: Botzheim István polgármester.
- 2005 Debrecen, a Nagytemplom Kálvin terme, egyéni. Megnyitotta: Ozsváth Sándor a debreceni Kölcsey Ferenc Református Főiskola adjunktusa.
- 2007 Poroszló, Művelődési Ház, egyéni. Megnyitotta: Ozsváth Sándor adjunktus.
- 2007 Dorog, Eötvös Galéria, egyéni. Megnyitotta: Végh Péter magyar-tanár.
- 2008 Pilisvörösvár, Művészetek Háza, kollektív. (Biblia 2008 Pályázat). Megnyitották: ifj. Hegedűs Lóránt vezető lelkipásztor és dr. Feledy Balázs művészeti író.
- 2009 Budapest, Magyarok Háza: Csontváry terem. Egyéni kiállítás. Megnyitotta: Dr. Feledy Balázs művészettörténész.
- 2009 Hatvan. Portré Biennálé. Kollektív kiállítás
- 2010 Pilisvörösvár, Műhely Galéria. Könyvbemutató és kollektív tárlat.
- 2010 Budapest, Újbuda Galéria. Kollektív pályázati kiállítás.
- 2010 Budapest, Karinthy Szalon. Kollektív tárlat.
- 2010 Hatvan. Tájkép Biennálé. Kollektív kiállítás.
- 2011 Budapest. Gárdonyi tér: „A monarchia öröksége" c. kollektív tárlat.
- 2011 Tabajd, Művelődési Ház. Kollektív kiállítás.
- 2011 Budapest, TIT. Kollektív kiállítás.
- 2011 Budapest, Zila Galéria. Egyéni kiállítás. Megnyitotta: Dr. Feledy Balázs művészeti író.
- 2011 Budapest, Alle Bevásárlóközpont: A Liszt év pályázati kiállítása. Kollektív tárlat.
- 2013 Kiskőrös, Petőfi Szülőház és Emlékmúzeum, kollektív.
- 2013 Miskolc, Magyar Hidrológiai Társaság, kollektív.
- 2013 Putnok, Holló László Galéria, kollektív.
- 2013 Budapest, Őrmezei Közösségi Ház, kollektív.
- 2013 Budapest, Vasas Művészeti Alapítvány székháza, kollektív.
- 2013 Budapest, KSH Könyvtár, kollektív
- 2013 Hatvan, Hatvani Galéria, kollektív.
- 2014 Budapest, Pagoda Galéria. Egyéni kiállítás. Megnyitotta: Ozsváth Sándor művelődéstörténész,
- 2015 Budapest, Montázs Art Café. Megnyitotta: Rakonczay Gábor kétszeres Guinness rekorder óceánátkelő magyar hajós
- 2016 Debrecen, Egri Borozó Borbarát Bár Galériája, egyéni. Megnyitotta: Ozsváth Sándor művelődéstörténész.

## Díjai
- Nagykun városok képzőművészeti pályázata. Túrkeve. Nívódíj. 1976
- Budapest XV. kerületének képzőművészeti pályázata. III. díj. 1986
- Budapest XI. kerületi senior képzőművészeti pályázata. Különdíj. 2010
- Budapest XI. kerületi kreatív művészeti pályázat fotógrafika kategóriában: II. díj és közönségdíj. 2011
- Miskolc. A Magyar Hidrológiai Társaság pályázata. I. helyezés 2013
- Budapest. Újbuda KULTI-Őrmezei Közösségi Ház pályázata. II. díj. 2013